# Boholia
Boholia é um género botânico pertencente à família Rubiaceae.